# Компания по управлению активами
Компания по управлению активами (КУА) — экономический термин, обозначающий хозяйственное общество, профессиональным видом деятельности которого является управление активами институтов совместного инвестирования (ИСИ).

## Управляющие функции КУА
КУА создаёт институты совместного инвестирования и исполняет управляющие функции:
- размещение ценных бумаг ИСИ, привлечение сторонних агентов по размещению;
- управление активами ИСИ, полученными как при размещении ценных бумаг ИСИ, так и в результате деятельности фонда, в соответствии с Инвестиционной декларацией;
- анализ инвестиционных рынков и поиск объектов для инвестиций;
- периодическая переоценка активов фонда в соответствии с колебаниями цен на рынке;
- подготовка отчётности о деятельности ИСИ;
- осуществление иной текущей деятельности ИСИ.